# NBA Draft 2014
De NBA Draft van 2014 werd gehouden op 26 juni 2014 in het Barclays Center in Brooklyn. NBA ploegen kozen om de beurt nieuwe spelers die kwamen uit collegebasketbal of die al actief waren internationaal. De eerste speler werd gekozen door de Cleveland Cavaliers en was Andrew Wiggins. Het was ook de eerst draft voor de "nieuwe" Charlotte Hornets nadat de "oude" naar New Orleans verhuisde. Het was daarnaast ook de eerste draft voor Adam Silver als voorzitter van de NBA. Daarnaast was er tussen de 15e en 16e draftpick applaus voor Isaiah Austin die een paar dagen voor de draft ontdekte dat hij Syndroom van Marfan had en daardoor zijn carrière zag gestopt worden, in 2017 zou hij toch nog als profbasketballer aan de slag gaan.

## Draft
| Ronde | Pick | Speler                 | Positie | Nationaliteit         | Club                   | School/Club                   |
| ----- | ---- | ---------------------- | ------- | --------------------- | ---------------------- | ----------------------------- |
| 1     | 1    | Andrew Wiggins         | SF/SG   | Canada                | Cleveland Cavaliers    | Kansas Jayhawks               |
| 1     | 2    | Jabari Parker          | SF/PF   | Verenigde Staten      | Milwaukee Bucks        | Duke Blue Devils              |
| 1     | 3    | Joel Embiid            | C       | Kameroen              | Philadelphia 76ers     | Kansas Jayhawks               |
| 1     | 4    | Aaron Gordon           | PF      | Verenigde Staten      | Orlando Magic          | Arizona Wildcats              |
| 1     | 5    | Dante Exum             | PG/SG   | Australië             | Utah Jazz              | Australian Institute of Sport |
| 1     | 6    | Marcus Smart           | SG/PG   | Verenigde Staten      | Boston Celtics         | Oklahoma State Cowboys        |
| 1     | 7    | Julius Randle          | PF      | Verenigde Staten      | Los Angeles Lakers     | Kentucky Wildcats             |
| 1     | 8    | Nik Stauskas           | SG      | Canada                | Sacramento Kings       | Michigan Wolverines           |
| 1     | 9    | Noah Vonleh            | PF      | Verenigde Staten      | Charlotte Hornets      | Indiana Hoosiers              |
| 1     | 10   | Elfrid Payton          | PG      | Verenigde Staten      | Philadelphia 76ers     | Louisiana Ragin' Cajuns       |
| 1     | 11   | Doug McDermott         | SF      | Verenigde Staten      | Denver Nuggets         | Creighton Bluejays            |
| 1     | 12   | Dario Šarić            | PF      | Kroatië               | Orlando Magic          | KK Cibona Zagreb              |
| 1     | 13   | Zach LaVine            | SG      | Verenigde Staten      | Minnesota Timberwolves | UCLA Bruins                   |
| 1     | 14   | T. J. Warren           | SF      | Verenigde Staten      | Phoenix Suns           | NC State Wolfpack             |
| 1     | 15   | Adreian Payne          | PF      | Verenigde Staten      | Atlanta Hawks          | Michigan State Spartans       |
| 1     | 16   | Jusuf Nurkić           | C       | Bosnië en Herzegovina | Chicago Bulls          | KK Cedevita                   |
| 1     | 17   | James Young            | SG/SF   | Verenigde Staten      | Boston Celtics         | Kentucky Wildcats             |
| 1     | 18   | Tyler Ennis            | PG      | Canada                | Phoenix Suns           | Syracuse Orange               |
| 1     | 19   | Gary Harris            | SG      | Verenigde Staten      | Chicago Bulls          | Michigan State Spartans       |
| 1     | 20   | Bruno Caboclo          | SF      | Brazilië              | Toronto Raptors        | EC Pinheiros                  |
| 1     | 21   | Mitch McGary           | PF      | Verenigde Staten      | Oklahoma City Thunder  | Michigan Wolverines           |
| 1     | 22   | Jordan Adams           | SG      | Verenigde Staten      | Memphis Grizzlies      | UCLA Bruins                   |
| 1     | 23   | Rodney Hood            | SG      | Verenigde Staten      | Utah Jazz              | Duke Blue Devils              |
| 1     | 24   | Shabazz Napier         | PG      | Verenigde Staten      | Charlotte Hornets      | Connecticut Huskies           |
| 1     | 25   | Clint Capela           | C       | Zwitserland           | Houston Rockets        | Élan Chalon                   |
| 1     | 26   | P. J. Hairston         | SG      | Verenigde Staten      | Miami Heat             | Texas Legends                 |
| 1     | 27   | Bogdan Bogdanović      | SG      | Servië                | Phoenix Suns           | KK Partizan                   |
| 1     | 28   | C. J. Wilcox           | SG      | Verenigde Staten      | Los Angeles Clippers   | Washington Huskies            |
| 1     | 29   | Josh Huestis           | SF/PF   | Verenigde Staten      | Oklahoma City Thunder  | Stanford Cardinal             |
| 1     | 30   | Kyle Anderson          | SF      | Verenigde Staten      | San Antonio Spurs      | UCLA Bruins                   |
| 2     | 31   | Damien Inglis          | SF      | Frankrijk             | Milwaukee Bucks        | Chorale Roanne Basket         |
| 2     | 32   | K. J. McDaniels        | SF      | Verenigde Staten      | Philadelphia 76ers     | Clemson Tigers                |
| 2     | 33   | Joe Harris             | SG      | Verenigde Staten      | Cleveland Cavaliers    | Virginia Cavaliers            |
| 2     | 34   | Cleanthony Early       | SF      | Verenigde Staten      | New York Knicks        | Wichita State Shockers        |
| 2     | 35   | Jarnell Stokes         | PF      | Verenigde Staten      | Utah Jazz              | Tennessee Volunteers          |
| 2     | 36   | Johnny O'Bryant III    | PF      | Verenigde Staten      | Milwaukee Bucks        | LSU Tigers                    |
| 2     | 37   | DeAndre Daniels        | SF      | Verenigde Staten      | Toronto Raptors        | Connecticut Huskies           |
| 2     | 38   | Spencer Dinwiddie      | PG/SG   | Verenigde Staten      | Detroit Pistons        | Colorado Buffaloes            |
| 2     | 39   | Jerami Grant           | SF      | Verenigde Staten      | Philadelphia 76ers     | Syracuse Orange               |
| 2     | 40   | Glenn Robinson III     | SF      | Verenigde Staten      | Minnesota Timberwolves | Michigan Wolverines           |
| 2     | 41   | Nikola Jokić           | C       | Servië                | Denver Nuggets         | KK Mega Basket                |
| 2     | 42   | Nick Johnson           | PG/SG   | Verenigde Staten      | Houston Rockets        | Arizona Wildcats              |
| 2     | 43   | Walter Tavares         | C       | Kaapverdië            | Atlanta Hawks          | CB Gran Canaria               |
| 2     | 44   | Markel Brown           | SG      | Verenigde Staten      | Minnesota Timberwolves | Oklahoma State Cowboys        |
| 2     | 45   | Dwight Powell          | PF      | Canada                | Charlotte Hornets      | Stanford Cardinal             |
| 2     | 46   | Jordan Clarkson        | PG      | Verenigde Staten      | Washington Wizards     | Missouri Tigers               |
| 2     | 47   | Russ Smith             | PG/SG   | Verenigde Staten      | Philadelphia 76ers     | Louisville Cardinals          |
| 2     | 48   | Lamar Patterson        | SG/SF   | Verenigde Staten      | Milwaukee Bucks        | Pittsburgh Panthers           |
| 2     | 49   | Cameron Bairstow       | PF/C    | Australië             | Chicago Bulls          | New Mexico Lobos              |
| 2     | 50   | Alec Brown             | C       | Verenigde Staten      | Phoenix Suns           | Green Bay Phoenix             |
| 2     | 51   | Thanasis Antetokounmpo | SF      | Griekenland           | New York Knicks        | Delaware 87ers                |
| 2     | 52   | Vasilije Micić         | C       | Servië                | Philadelphia 76ers     | KK Mega Basket                |
| 2     | 53   | Alessandro Gentile     | SF      | Italië                | Minnesota Timberwolves | Olimpia Milano                |
| 2     | 54   | Nemanja Dangubić       | SG      | Servië                | Philadelphia 76ers     | KK Mega Basket                |
| 2     | 55   | Semaj Christon         | PG      | Verenigde Staten      | Miami Heat             | Xavier Musketeers             |
| 2     | 56   | Devyn Marble           | SG/SF   | Verenigde Staten      | Denver Nuggets         | Iowa Hawkeyes                 |
| 2     | 57   | Louis Labeyrie         | PF/C    | Frankrijk             | Indiana Pacers         | Paris-Levallois Basket        |
| 2     | 58   | Jordan McRae           | SG      | Verenigde Staten      | San Antonio Spurs      | Tennessee Volunteers          |
| 2     | 59   | Xavier Thames          | PG/SG   | Verenigde Staten      | Toronto Raptors        | San Diego State Aztecs        |
| 2     | 60   | Cory Jefferson         | PF      | Verenigde Staten      | San Antonio Spurs      | Baylor Bears                  |

1947 · 1948 · 1949 · 1950 · 1951 · 1952 · 1953 · 1954 · 1955 · 1956 · 1957 · 1958 · 1959 · 1960 · 1961 · 1962 · 1963 · 1964 · 1965 · 1966 · 1967 · 1968 · 1969 · 1970 · 1971 · 1972 · 1973 · 1974 · 1975 · 1976 · 1977 · 1978 · 1979 · 1980 · 1981 · 1982 · 1983 · 1984 · 1985 · 1986 · 1987 · 1988 · 1989 · 1990 · 1991 · 1992 · 1993 · 1994 · 1995 · 1996 · 1997 · 1998 · 1999 · 2000 · 2001 · 2002 · 2003 · 2004 · 2005 · 2006 · 2007 · 2008 · 2009 · 2010 · 2011 · 2012 · 2013 · 2014 · 2015 · 2016 · 2017 · 2018 · 2019 · 2020 · 2021 · 2022 · 2023 · 2024